# Syringaldehyd
Syringaldehyd, C9H10O4, är en aromatisk förening.

## Egenskaper
Syringaldehyd kan, eftersom det innehåller många funktionella grupper, klassificeras på många sätt - aromatisk, aldehyd, fenol. Det är en färglös fast substans (orena prover kan ha en gulaktig färg) som är löslig i alkohol och polära organiska lösningsmedel. Dess brytningsindex är 1,53.

## Framställning och förekomst
Syringaldehyd finns naturligt som små spårmängder i t. ex. trä av gran och lönn. Det bildas genom oxidativ nedbrytning av lignin från gömfröiga växter. Det kan också framställas från syringol genom Duffreaktion.

## Användning
Syringaldehyd används inom parfymindustrin. Det bildas också i ekfat och extraherades i whisky, som ger kryddig, rökiga, varma och pyrande trädofter.
Vissa arter av insekter använder syringaldehyde i sina kemiska kommunikationssystem. Scolytus multistriatus använder den som en signal för att hitta en värdträd för sin äggläggning.